# Rosenkogel
Rosenkogel (slovenska: Hrušica) är en bergstopp i Österrike på gränsen till Slovenien i Karawankerna. Den ligger i den sydöstra delen av landet. Toppen på Rosenkogel är 1 776 meter över havet. Över åsen där berget ingår finns en vandringsled.
På Rosenkogel finns bergsängar och längre ner blandskog. Genom Rosenkogel går en vägtunnel.